# Sonate pour violoncelle et piano de Charles Koechlin
Pour les articles homonymes, voir Sonate pour violoncelle et piano.
La Sonate pour violoncelle et piano op. 66 en ut majeur est une sonate de Charles Koechlin. Composée en 1917, elle est créée le 6 mars 1924 à Paris par L. Laggé (violoncelle) et Marius-François Gaillard (piano) (Concert SMI, Salle des Agriculteurs).

## Présentation de l'œuvre
Elle comporte trois mouvements :
1. Très modéré
2. Andante quasi adagio
3. Final : Allegro non troppo

- Durée d'exécution : 15 à 16 minutes

## Enregistrements
- Mats Lidström, violoncelle ; Bengt Forsbersg, piano ; éd. Hyperion, 1997
- Peter Bruns, violoncelle ; Roglit Ishay, piano ; SWR19047CD-Naxos "EDITION Charles Koechlin" Musique de Chambre, CD 4, 2017

## Sources
- L'Œuvre de Charles Koechlin - Catalogue, Madeleine Li-Koechlin, Eschig, 1975
- Charles Koechlin (1867-1950) His Life and Works, Robert Orledge, harwood academic publishers, 1989, 457 p.  (ISBN 3-7186-4898-9)